# Discographie de Michael Jackson
La discographie du chanteur américain Michael Jackson se compose de dix albums studio, deux albums posthumes, trois bandes originales de films, quatre albums de remixes, 77 singles et plus de 200 compilations. 
Après avoir commencé sa carrière au sein du groupe The Jackson 5 en 1964 (à l'âge de six ans), Michael Jackson sort son premier single solo en 1971, Got to Be There, qui connaît un succès immédiat. Tout en continuant à faire partie des Jackson 5 jusqu'en 1984, il publie plusieurs albums en solo, mais c'est surtout avec l'album Off the Wall (1979) qu'il devient une grande star internationale.
Son album Thriller, paru en 1982, demeure l'album le plus vendu de tous les temps, avec près de 70 millions d'exemplaires écoulés. Ses albums Bad (1987) et Dangerous (1991) avoisinent quant à eux les 30 millions de ventes, tandis que Off the Wall (1979) et HIStory (1995) approchent les 20 millions.
Le chanteur a classé des dizaines de chansons à la première place de plusieurs pays (dont treize aux États-Unis), parmi lesquelles Don't Stop 'Til You Get Enough, Rock with You, Billie Jean, Beat It, Say Say Say (avec Paul McCartney), Bad, The Way You Make Me Feel, Dirty Diana, Smooth Criminal, Black or White, You Are Not Alone, Earth Song, They Don't Care About Us ou encore You Rock My World.
Michael Jackson a vendu plus de 500 millions de disques, ce qui fait de lui l'un des trois artistes ayant vendu le plus de disques dans le monde. Le chiffre de 750 millions apparaît parfois dans les médias mais, selon plusieurs journaux comme The Wall Street Journal, il s'agit d'un chiffre gonflé inventé par le manager du chanteur, Raymone Bain, à des fins promotionnelles,.

## Albums

### Albums studio
| Album                               | Classements                                                            | Classements                                                            | Classements                                                            | Classements                                                            | Classements                                                            | Classements                                                            | Classements                                                            | Classements                                                            | Classements                                                            | Classements                                                            | Classements                                                            | Classements                                                            | Classements                                                            | Classements                                                            | Classements                                                            | Classements                                                            | Certifications                                                                | Ventes mondiales |
| Album                               | É-U                                                                    | CAN                                                                    | R-U                                                                    | IRL                                                                    | FRA                                                                    | ESP                                                                    | ITA                                                                    | SUI                                                                    | BE/W                                                                   | BE/F                                                                   | P-B                                                                    | ALL                                                                    | AUT                                                                    | SUE                                                                    | AUS                                                                    | N-Z                                                                    | Certifications                                                                | Ventes mondiales |
| ----------------------------------- | ---------------------------------------------------------------------- | ---------------------------------------------------------------------- | ---------------------------------------------------------------------- | ---------------------------------------------------------------------- | ---------------------------------------------------------------------- | ---------------------------------------------------------------------- | ---------------------------------------------------------------------- | ---------------------------------------------------------------------- | ---------------------------------------------------------------------- | ---------------------------------------------------------------------- | ---------------------------------------------------------------------- | ---------------------------------------------------------------------- | ---------------------------------------------------------------------- | ---------------------------------------------------------------------- | ---------------------------------------------------------------------- | ---------------------------------------------------------------------- | ----------------------------------------------------------------------------- | ---------------- |
| Got to Be There - Label : Motown    | 14                                                                     | -                                                                      | 37                                                                     | N/D                                                                    | N/D                                                                    | N/D                                                                    | -                                                                      | -                                                                      | N/D                                                                    | N/D                                                                    | -                                                                      | -                                                                      | -                                                                      | -                                                                      | -                                                                      | -                                                                      | : Or                                                                          | 1 600 000        |
| Ben - Label : Motown                | 5                                                                      | 12                                                                     | 17                                                                     | N/D                                                                    | N/D                                                                    | N/D                                                                    | -                                                                      | -                                                                      | N/D                                                                    | N/D                                                                    | -                                                                      | -                                                                      | -                                                                      | -                                                                      | 65                                                                     | -                                                                      | : Argent                                                                      | 2 150 000        |
| Music & Me - Label : Motown         | 92                                                                     | -                                                                      | -                                                                      | N/D                                                                    | N/D                                                                    | N/D                                                                    | -                                                                      | -                                                                      | N/D                                                                    | N/D                                                                    | -                                                                      | -                                                                      | -                                                                      | -                                                                      | 27                                                                     | -                                                                      |                                                                               | 800 000          |
| Forever, Michael - Label : Motown   | 101                                                                    | -                                                                      | -                                                                      | N/D                                                                    | N/D                                                                    | N/D                                                                    | -                                                                      | -                                                                      | N/D                                                                    | N/D                                                                    | -                                                                      | -                                                                      | -                                                                      | -                                                                      | -                                                                      | -                                                                      |                                                                               | 1 150 000        |
| Off the Wall - Label : Epic Records | 3                                                                      | 4                                                                      | 3                                                                      | N/D                                                                    | N/D                                                                    | N/D                                                                    | 7                                                                      | N/D                                                                    | N/D                                                                    | N/D                                                                    | 8                                                                      | 25                                                                     | -                                                                      | 26                                                                     | 1                                                                      | 2                                                                      | : 9x Platine : 6x Platine : 6x Platine : Platine : 5x Platine                 | 19 450 000       |
| Thriller - Label : Epic Records     | 1                                                                      | 1                                                                      | 1                                                                      | N/D                                                                    | 1                                                                      | 2                                                                      | 1                                                                      | 4                                                                      | 1                                                                      | 1                                                                      | 1                                                                      | 1                                                                      | 3                                                                      | 1                                                                      | 1                                                                      | 1                                                                      | : 34x Platine : 3x Diamant : 15x Platine : Diamant : 3x Platine : 17x Platine | 65 800 000       |
| Bad - Label : Epic Records          | 1                                                                      | 1                                                                      | 1                                                                      | 1                                                                      | 1                                                                      | 1                                                                      | 1                                                                      | 1                                                                      | N/D                                                                    | N/D                                                                    | 1                                                                      | 1                                                                      | 1                                                                      | 1                                                                      | 2                                                                      | 1                                                                      | : 11x Platine : 7x Platine : 14x Platine : Diamant : 4x Platine : 6x Platine  | 33 600 000       |
| Dangerous - Label : Epic Records    | 1                                                                      | 1                                                                      | 1                                                                      | 1                                                                      | 1                                                                      | 1                                                                      | 2                                                                      | 1                                                                      | N/D                                                                    | N/D                                                                    | 1                                                                      | 1                                                                      | 2                                                                      | 2                                                                      | 1                                                                      | 1                                                                      | : 8x Platine : 6x Platine : 6x Platine : Diamant : 4x Platine : 10x Platine   | 29 550 000       |
| HIStory - Label : Epic Records      | 1                                                                      | 1                                                                      | 1                                                                      | 1                                                                      | 1                                                                      | 2                                                                      | 1                                                                      | 1                                                                      | 1                                                                      | 1                                                                      | 1                                                                      | 1                                                                      | 2                                                                      | 3                                                                      | 1                                                                      | 1                                                                      | : 8x Platine : 5x Platine : 4x Platine : Diamant : 3x Platine : 8x Platine    | 18 650 000       |
| Invincible - Label : Epic Records   | 1                                                                      | 1                                                                      | 1                                                                      | 3                                                                      | 1                                                                      | 2                                                                      | 2                                                                      | 1                                                                      | 1                                                                      | 2                                                                      | 1                                                                      | 1                                                                      | 2                                                                      | 1                                                                      | 1                                                                      | 4                                                                      | : 2x Platine : Platine : Platine : Platine : 2x Platine                       | 6 500 000        |
|                                     | Le sigle « N/D » signifie que les classements ne sont pas disponibles. | Le sigle « N/D » signifie que les classements ne sont pas disponibles. | Le sigle « N/D » signifie que les classements ne sont pas disponibles. | Le sigle « N/D » signifie que les classements ne sont pas disponibles. | Le sigle « N/D » signifie que les classements ne sont pas disponibles. | Le sigle « N/D » signifie que les classements ne sont pas disponibles. | Le sigle « N/D » signifie que les classements ne sont pas disponibles. | Le sigle « N/D » signifie que les classements ne sont pas disponibles. | Le sigle « N/D » signifie que les classements ne sont pas disponibles. | Le sigle « N/D » signifie que les classements ne sont pas disponibles. | Le sigle « N/D » signifie que les classements ne sont pas disponibles. | Le sigle « N/D » signifie que les classements ne sont pas disponibles. | Le sigle « N/D » signifie que les classements ne sont pas disponibles. | Le sigle « N/D » signifie que les classements ne sont pas disponibles. | Le sigle « N/D » signifie que les classements ne sont pas disponibles. | Le sigle « N/D » signifie que les classements ne sont pas disponibles. | Total :                                                                       | 178 650 000      |

#### Rééditions
- 12 février 2008 : Thriller 25
- 18 septembre 2012 : Bad 25
- 18 novembre 2022 : Thriller 40

### Albums posthumes
| Album                          | Classements | Classements | Classements | Classements | Classements | Classements | Classements | Classements | Classements | Classements | Classements | Classements | Classements | Classements | Classements | Classements | Certifications                                            | Ventes mondiales |
| Album                          | É-U         | CAN         | R-U         | IRL         | FRA         | ESP         | ITA         | SUI         | BE/W        | BE/F        | P-B         | ALL         | AUT         | SUE         | AUS         | N-Z         | Certifications                                            | Ventes mondiales |
| ------------------------------ | ----------- | ----------- | ----------- | ----------- | ----------- | ----------- | ----------- | ----------- | ----------- | ----------- | ----------- | ----------- | ----------- | ----------- | ----------- | ----------- | --------------------------------------------------------- | ---------------- |
| Michael - Label : Epic Records | 3           | 2           | 4           | 18          | 4           | 2           | 1           | 2           | 3           | 4           | 1           | 1           | 1           | 1           | 10          | 10          | : Platine : Platine : Platine : 2x Platine : Platine : Or | 2 300 000        |
| Xscape - Label : Epic Records  | 2           | 1           | 1           | 1           | 1           | 1           | 2           | 2           | 1           | 1           | 2           | 2           | 2           | 3           | 2           | 3           | : Or : Or : Or : Platine : Or : Or                        | 1 750 000        |

### Album de remixes
| Album                                           | Classements | Classements | Classements | Classements | Classements | Classements | Classements | Classements | Classements | Classements | Classements | Classements | Classements | Classements | Classements | Classements | Certifications                               | Ventes mondiales |
| Album                                           | É-U         | CAN         | R-U         | IRL         | FRA         | ESP         | ITA         | SUI         | BE/W        | BE/F        | P-B         | ALL         | AUT         | SUE         | AUS         | N-Z         | Certifications                               | Ventes mondiales |
| ----------------------------------------------- | ----------- | ----------- | ----------- | ----------- | ----------- | ----------- | ----------- | ----------- | ----------- | ----------- | ----------- | ----------- | ----------- | ----------- | ----------- | ----------- | -------------------------------------------- | ---------------- |
| Blood on the Dance Floor - Label : Epic Records | 24          | 16          | 1           | 2           | 1           | 1           | 19          | 2           | 2           | 1           | 1           | 2           | 2           | 4           | 2           | 1           | : Platine : Or : Or : Platine : Or : Platine | 5 150 000        |

### Bandes originales de film
| Album                                         | Classements                                                            | Classements | Classements | Classements | Classements | Classements | Classements | Classements | Classements | Classements | Classements | Classements | Classements | Classements | Classements | Classements | Certifications                                                        | Ventes mondiales |
| Album                                         | É-U                                                                    | CAN         | R-U         | IRL         | FRA         | ESP         | ITA         | SUI         | BE/W        | BE/F        | P-B         | ALL         | AUT         | SUE         | AUS         | N-Z         | Certifications                                                        | Ventes mondiales |
| --------------------------------------------- | ---------------------------------------------------------------------- | ----------- | ----------- | ----------- | ----------- | ----------- | ----------- | ----------- | ----------- | ----------- | ----------- | ----------- | ----------- | ----------- | ----------- | ----------- | --------------------------------------------------------------------- | ---------------- |
| The Wiz - Label : MCA Records                 | -                                                                      | -           | -           | N/D         | N/D         | N/D         | -           | -           | N/D         | N/D         | -           | -           | -           | -           | -           | -           | : Or                                                                  |                  |
| E.T., l'extra-terrestre - Label : MCA Records | -                                                                      | -           | 82          | N/D         | N/D         | N/D         | -           | -           | N/D         | N/D         | 23          | 30          | -           | 36          | -           | -           |                                                                       | 100 000          |
| This Is It - Label : Epic Records             | 1                                                                      | 1           | 3           | 3           | 1           | 3           | 1           | 2           | 1           | 1           | 1           | 3           | 2           | 1           | 2           | 1           | : 2x Platine : 2x Platine : 2x Platine : 3x Platine : 3x Or : Platine | 5 750 000        |
|                                               | Le sigle « N/D » signifie que les classements ne sont pas disponibles. |             |             |             |             |             |             |             |             |             |             |             |             |             |             |             |                                                                       |                  |

### Compilations
Il existe plus de 200 compilations de Michael Jackson. N'apparaissent ci-dessous que celles ayant été certifiées ou classées dans plusieurs pays.
| Album                                                           | Classements | Classements | Classements | Classements | Classements | Classements | Classements | Classements | Classements | Classements | Classements | Classements | Classements | Classements | Classements | Classements | Certifications                                 | Ventes mondiales |
| Album                                                           | É-U | CAN         | R-U         | IRL         | FRA         | ESP         | ITA         | SUI         | BE/W        | BE/F        | P-B         | ALL         | AUT         | SUE         | AUS         | N-Z         | Certifications                                 | Ventes mondiales |
| --------------------------------------------------------------- | --- | ----------- | ----------- | ----------- | ----------- | ----------- | ----------- | ----------- | ----------- | ----------- | ----------- | ----------- | ----------- | ----------- | ----------- | ----------- | ---------------------------------------------- | ---------------- |
| The Best Of Michael Jackson - Label : Motown                    | 156 | -           | 11          | N/D         | N/D         | N/D         | -           | -           | N/D         | N/D         | 3           | -           | -           | -           | 76          | -           |                                                | 2 500 000        |
| One Day in Your Life - Label : Motown                           | 144 | -           | 29          | N/D         | N/D         | N/D         | -           | -           | N/D         | N/D         | -           | -           | -           | -           | -           | -           |                                                | 450 000          |
| 18 Greatest Hits - Label : Motown                               | X | X           | 1           | N/D         | N/D         | N/D         | -           | -           | N/D         | N/D         | 23          | -           | -           | -           | 53          | 22          | : Platine                                      | 1 100 000        |
| Farewell My Summer Love - Label : Motown                        | 46 | 94          | 9           | N/D         | N/D         | N/D         | -           | -           | N/D         | N/D         | 47          | 40          | -           | -           | 90          | 50          | : Or                                           | 850 000          |
| Anthology / Gold - Label : Motown                               | 139 | -           | -           | N/D         | 17          | 89          | -           | -           | N/D         | N/D         | 60          | -           | -           | -           | -           | -           |                                                | 550 000          |
| Love Songs (avec Diana Ross) - Label : Motown                   | X | X           | 12          | N/D         | -           | -           | -           | -           | N/D         | N/D         | -           | -           | -           | -           | 86          | -           | : Platine                                      | 700 000          |
| Motown's Greatest Hits - Label : Motown                         | X | X           | 53          | N/D         | 6           | -           | -           | -           | N/D         | N/D         | -           | -           | -           | -           | 27          | -           |                                                | 400 000          |
| The Best of Michael Jackson & The Jackson 5ive - Label : Motown | X | X           | 5           | N/D         | -           | -           | -           | -           | -           | -           | -           | -           | -           | -           | X           | X           | : Platine                                      | 600 000          |
| Greatest Hits: HIStory Volume I - Label : Epic                  | |             |             |             |             |             |             |             |             |             |             |             |             |             |             |             | : Platine                                      |                  |
| Number Ones - Label : Epic Records                              | 1 | 21          | 1           | 1           | 2           | 52          | 20          | 9           | 27          | 16          | 17          | 2           | 11          | 10          | 2           | 1           | : 5x Platine : 10x Platine : Or : 6x Platine   | 12 350 000       |
| The Ultimate Collection - Label : Epic Records                  | 32 | -           | 75          | 71          | 29          | 29          | 45          | 33          | 25          | 60          | 46          | 37          | -           | 31          | -           | -           | : Platine                                      | 600 000          |
| The Essential Michael Jackson - Label : Epic Records            | 2 | 40          | 1           | 1           | 1           | 23          | 5           | 2           | 1           | 4           | 19          | 10          | 8           | 3           | 1           | 1           | : 5x Platine : 5x Platine : 2x Or : 9x Platine | 7 250 000        |
| King of Pop - Label : Epic Records                              | X | X           | 3           | 3           | 1           | 1           | 1           | 1           | 1           | 1           | 1           | 1           | 1           | 3           | 5           | 6           | : Platine : Platine : 7x Or : 2x Platine       | 4 100 000        |
| The Motown Years - Label : Motown                               | X | X           | 4           | 38          | 4           | 7           | 21          | 19          | 3           | 3           | 4           | 36          | 45          | 33          | 14          | 12          | : Or : Or                                      | 550 000          |
| Scream - Label : Sony Music                                     | 33 | 69          | 9           | 45          | 28          | 9           | 38          | 34          | 18          | 9           | 30          | 22          | 50          | -           | 14          | -           | : Argent                                       |                  |
|                                                                 | Le sigle « N/D » signifie que les classements ne sont pas disponibles. Le sigle « X » signifie que l'album n'est pas sorti dans ce pays. |             |             |             |             |             |             |             |             |             |             |             |             |             |             |             |                                                |                  |

#### Compilations de remixes
| Album                                          | Classements                                                            | Classements | Classements | Classements | Classements | Classements | Classements | Classements | Classements | Classements | Classements | Classements | Classements | Classements | Classements | Classements | Certifications                                     | Ventes mondiales |
| Album                                          | É-U                                                                    | CAN         | R-U         | IRL         | FRA         | ESP         | ITA         | SUI         | BE/W        | BE/F        | P-B         | ALL         | AUT         | SUE         | AUS         | N-Z         | Certifications                                     | Ventes mondiales |
| ---------------------------------------------- | ---------------------------------------------------------------------- | ----------- | ----------- | ----------- | ----------- | ----------- | ----------- | ----------- | ----------- | ----------- | ----------- | ----------- | ----------- | ----------- | ----------- | ----------- | -------------------------------------------------- | ---------------- |
| The Michael Jackson Mix - Label : Stylus Music | -                                                                      | -           | 27          | N/D         | N/D         | -           | -           | -           | N/D         | N/D         | -           | -           | -           | -           | -           | -           | : Platine                                          | 350 000          |
| The Stripped Mixes - Label : Motown            | 67                                                                     | -           | -           | -           | -           | -           | -           | -           | 47          | 43          | -           | -           | -           | -           | -           | -           |                                                    | 150 000          |
| Immortal - Label : Epic Records                | 24                                                                     | -           | 65          | 69          | 42          | 16          | 13          | 17          | 17          | 13          | 17          | 23          | 29          | 59          | 43          | 35          | : 6x Platine : Platine : Platine : Or : 3x Platine | 550 000          |
|                                                | Le sigle « N/D » signifie que les classements ne sont pas disponibles. |             |             |             |             |             |             |             |             |             |             |             |             |             |             |             |                                                    |                  |

## Singles

### Années 1970
| Année | Single                                  | Classements | Classements | Classements | Classements | Classements | Classements | Classements | Classements | Classements | Classements | Classements | Classements | Classements | Classements | Classements | Classements | Album            |
| Année | Single                                  | É-U | CAN         | R-U         | IRL         | FRA         | ESP         | ITA         | SUI         | BE/W        | BE/F        | P-B         | ALL         | AUT         | SUE ,       | AUS         | N-Z ,       | Album            |
| ----- | --------------------------------------- | --- | ----------- | ----------- | ----------- | ----------- | ----------- | ----------- | ----------- | ----------- | ----------- | ----------- | ----------- | ----------- | ----------- | ----------- | ----------- | ---------------- |
| 1971  | Got to Be There                         | 4 | 3           | 5           | -           | -           | -           | -           | -           | -           | -           | -           | -           | -           | -           | 83          | -           | Got to Be There  |
| 1972  | Rockin' Robin                           | 2 | 13          | 3           | 16          | -           | 15          | -           | -           | -           | -           | -           | -           | -           | 3           | 16          | 16          | Got to Be There  |
| 1972  | I Wanna Be Where You Are                | 16 | -           | X           | X           | -           | -           | -           | -           | -           | -           | -           | -           | -           | -           | -           | -           | Got to Be There  |
| 1972  | Ain't No Sunshine                       | X | X           | 8           | -           | -           | -           | -           | 99          | -           | -           | 17          | -           | -           | -           | -           | -           | Got to Be There  |
| 1972  | Ben                                     | 1 | 1           | 7           | 15          | -           | 11          | -           | -           | 40          | 7           | 2           | -           | -           | 1           | 12          | -           | Ben              |
| 1973  | With a Child's Heart                    | 50 | -           | X           | X           | -           | -           | -           | -           | -           | -           | -           | -           | -           | -           | -           | -           | Music and Me     |
| 1973  | Happy                                   | X | X           | 52          | -           | X           | X           | X           | X           | X           | X           | X           | X           | X           | X           | 31          | -           | Music and Me     |
| 1973  | Music and Me                            | X | X           | -           | -           | -           | -           | -           | -           | -           | -           | 29          | -           | -           | -           | X           | X           | Music and Me     |
| 1975  | We're Almost There                      | 54 | -           | 46          | -           | -           | -           | 9           | -           | -           | -           | -           | -           | -           | -           | -           | -           | Forever, Michael |
| 1975  | Just a Little Bit of You                | 23 | 43          | -           | -           | -           | -           | -           | -           | -           | -           | -           | -           | -           | -           | -           | -           | Forever, Michael |
| 1978  | Ease on Down the Road (avec Diana Ross) | 41 | -           | 45          | -           | -           | -           | -           | -           | N/D         | -           | -           | -           | -           | -           | -           | -           | The Wiz          |
| 1979  | You Can't Win                           | 81 | -           | -           | -           | -           | -           | -           | -           | N/D         | -           | -           | -           | -           | -           | -           | -           | The Wiz          |
| 1979  | A Brand New Day (avec Diana Ross)       | X | X           | X           | X           | X           | X           | X           | X           | N/D         | 1           | 1           | X           | X           | X           | X           | X           | The Wiz          |
| 1979  | Don't Stop 'Til You Get Enough          | 1 | 3           | 3           | 10          | 20          | 2           | 6           | 4           | N/D         | 2           | 2           | 13          | 11          | 18          | 21          | 1           | Off the Wall     |
| 1979  | Rock with You                           | 1 | 3           | 7           | 11          | -           | 1           | 9           | 68          | N/D         | -           | 22          | 58          | -           | -           | 4           | 3           | Off the Wall     |
|       |                                         | Le sigle « N/D » signifie que les classements ne sont pas disponibles. Le sigle « X » signifie que le titre n'est pas sorti en single dans ce pays. |             |             |             |             |             |             |             |             |             |             |             |             |             |             |             |                  |

### Années 1980
| Année | Single                                             | Classements | Classements | Classements | Classements | Classements | Classements | Classements | Classements | Classements | Classements | Classements | Classements | Classements | Classements | Classements | Classements | Album                   |
| Année | Single                                             | É-U | CAN         | R-U         | IRL         | FRA         | ESP         | ITA         | SUI         | BE/W        | BE/F        | P-B         | ALL         | AUT         | SUE         | AUS         | N-Z         | Album                   |
| ----- | -------------------------------------------------- | --- | ----------- | ----------- | ----------- | ----------- | ----------- | ----------- | ----------- | ----------- | ----------- | ----------- | ----------- | ----------- | ----------- | ----------- | ----------- | ----------------------- |
| 1980  | Off the Wall                                       | 10 | 11          | 7           | 20          | -           | -           | -           | 81          | N/D         | -           | 18          | -           | -           | 9           | 94          | 14          | Off the Wall            |
| 1980  | She's Out of My Life                               | 10 | 15          | 3           | 4           | -           | -           | -           | 97          | N/D         | -           | 13          | -           | -           | -           | 17          | 6           | Off the Wall            |
| 1980  | Girlfriend                                         | X | X           | 41          | -           | X           | X           | X           | X           | X           | X           | X           | X           | X           | X           | X           | 49          | Off the Wall            |
| 1980  | Save Me (avec Dave Mason)                          | 71 | -           | -           | -           | -           | -           | -           | -           | N/D         | -           | -           | -           | -           | -           | -           | -           | Old Crest on a New Wave |
| 1981  | One Day in Your Life                               | 55 | -           | 1           | 1           | -           | -           | -           | -           | N/D         | 1           | 2           | -           | -           | -           | 9           | 48          | One Day in Your Life    |
| 1982  | The Girl Is Mine (avec Paul McCartney)             | 2 | 8           | 8           | 4           | -           | 1           | 22          | -           | N/D         | 8           | 16          | 53          | -           | -           | 4           | 3           | Thriller                |
| 1983  | Billie Jean                                        | 1 | 1           | 1           | 1           | 1           | 1           | 1           | 1           | N/D         | 1           | 3           | 2           | 2           | 2           | 1           | 2           | Thriller                |
| 1983  | Beat It                                            | 1 | 1           | 3           | 2           | 1           | 1           | 12          | 2           | N/D         | 1           | 1           | 2           | 6           | 19          | 2           | 1           | Thriller                |
| 1983  | Wanna Be Startin' Somethin'                        | 5 | 1           | 8           | 5           | 13          | 14          | 14          | 30          | N/D         | 3           | 3           | 16          | -           | -           | 25          | 35          | Thriller                |
| 1983  | Human Nature                                       | 7 | 11          | X           | X           | 10          | X           | X           | 46          | N/D         | 12          | 11          | 64          | -           | 38          | 64          | 33          | Thriller                |
| 1983  | P. Y. T. (Pretty Young Thing)                      | 10 | 17          | 11          | 4           | 10          | -           | -           | 92          | N/D         | 6           | 14          | 51          | -           | -           | 40          | -           | Thriller                |
| 1983  | Say Say Say (avec Paul McCartney)                  | 1 | 1           | 2           | 3           | 3           | 1           | 1           | 2           | N/D         | 2           | 8           | 12          | 10          | 1           | 4           | 10          | Pipes of Peace          |
| 1983  | Thriller                                           | 4 | 3           | 10          | 4           | 1           | 1           | 2           | 3           | N/D         | 1           | 4           | 9           | 5           | 10          | 4           | 6           | Thriller                |
| 1983  | Somebody's Watching Me (avec Rockwell)             | 2 | 2           | 6           | 6           | 4           | 1           | 14          | 3           | N/D         | 1           | 4           | 2           | 14          | 4           | 12          | 5           | Somebody's Watching Me  |
| 1984  | Farewell My Summer Love                            | 38 | -           | 7           | 4           | -           | -           | -           | -           | N/D         | 7           | -           | 51          | -           | -           | 68          | 35          | Farewell My Summer Love |
| 1984  | Girl You're So Together                            | X | X           | 33          | 29          | X           | X           | X           | X           | X           | X           | X           | -           | -           | X           | X           | X           | Farewell My Summer Love |
| 1987  | I Just Can't Stop Loving You (avec Siedah Garrett) | 1 | 2           | 1           | 1           | 12          | 5           | 2           | 2           | N/D         | 1           | 1           | 2           | 5           | 4           | 10          | 3           | Bad                     |
| 1987  | Bad                                                | 1 | 5           | 3           | 1           | 4           | 1           | 1           | 3           | N/D         | 1           | 1           | 4           | 9           | 4           | 4           | 2           | Bad                     |
| 1988  | The Way You Make Me Feel                           | 1 | 7           | 3           | 1           | 29          | 1           | 4           | 8           | N/D         | 2           | 6           | 12          | 15          | 24          | 5           | 2           | Bad                     |
| 1988  | Get It (avec Stevie Wonder)                        | 80 | -           | 37          | 16          | 49          | 19          | -           | -           | N/D         | 15          | 24          | -           | -           | -           | -           | -           | Characters              |
| 1988  | Man in the Mirror                                  | 1 | 3           | 2           | 3           | -           | 11          | 16          | 22          | N/D         | 11          | 13          | 23          | 10          | 19          | 8           | 4           | Bad                     |
| 1988  | Dirty Diana                                        | 1 | 5           | 4           | 3           | 9           | 1           | 6           | 3           | N/D         | 1           | 2           | 3           | 7           | 29          | 30          | 5           | Bad                     |
| 1988  | Another Part of Me                                 | 11 | 28          | 15          | 5           | 32          | 31          | -           | 5           | N/D         | 3           | 8           | 10          | 20          | -           | 44          | 14          | Bad                     |
| 1988  | Smooth Criminal                                    | 7 | 41          | 8           | 4           | 4           | 1           | 6           | 5           | N/D         | 1           | 1           | 9           | 17          | 12          | 16          | 29          | Bad                     |
| 1989  | Leave Me Alone                                     | X | X           | 2           | 1           | 17          | 1           | 8           | 10          | N/D         | 3           | 5           | 16          | 15          | 19          | 37          | 9           | Bad                     |
| 1989  | Liberian Girl                                      | X | X           | 13          | 1           | 15          | -           | -           | 12          | N/D         | 12          | 14          | 23          | -           | -           | 50          | 31          | Bad                     |
|       |                                                    | Le sigle « N/D » signifie que les classements ne sont pas disponibles. Le sigle « X » signifie que le titre n'est pas sorti en single dans ce pays. |             |             |             |             |             |             |             |             |             |             |             |             |             |             |             |                         |

### Années 1990
| Année | Single                          | Classements | Classements | Classements | Classements | Classements | Classements | Classements | Classements | Classements | Classements | Classements | Classements | Classements | Classements | Classements | Classements | Album                       |
| Année | Single                          | É-U | CAN         | R-U         | IRL         | FRA         | ESP         | ITA         | SUI         | BE/W        | BE/F        | P-B         | ALL         | AUT         | SUE         | AUS         | N-Z         | Album                       |
| ----- | ------------------------------- | --- | ----------- | ----------- | ----------- | ----------- | ----------- | ----------- | ----------- | ----------- | ----------- | ----------- | ----------- | ----------- | ----------- | ----------- | ----------- | --------------------------- |
| 1991  | Do the Bartman                  | X | 14          | 1           | 1           | -           | 2           | -           | 12          | N/D         | 4           | 3           | 5           | 17          | 3           | 1           | 1           | The Simpsons Sing the Blues |
| 1991  | Black or White                  | 1 | 1           | 1           | 1           | 1           | 2           | 1           | 1           | N/D         | 1           | 2           | 2           | 2           | 1           | 1           | 1           | Dangerous                   |
| 1992  | Remember the Time               | 3 | 2           | 3           | 3           | 5           | 2           | 6           | 4           | N/D         | 2           | 4           | 8           | 16          | 8           | 6           | 1           | Dangerous                   |
| 1992  | In the Closet                   | 6 | 16          | 8           | 4           | 9           | 2           | 2           | 25          | N/D         | 14          | 9           | 15          | 23          | 29          | 5           | 5           | Dangerous                   |
| 1992  | Jam                             | 26 | 29          | 13          | 5           | 8           | 1           | 3           | 22          | N/D         | 10          | 12          | 18          | 28          | 30          | 11          | 2           | Dangerous                   |
| 1992  | Who Is It                       | 14 | 6           | 10          | 6           | 8           | 19          | 17          | 14          | N/D         | 9           | 13          | 9           | 5           | 24          | 34          | 16          | Dangerous                   |
| 1992  | Heal the World                  | 27 | 21          | 2           | 2           | 2           | 1           | 4           | 5           | N/D         | 3           | 4           | 3           | 4           | 15          | 20          | 3           | Dangerous                   |
| 1993  | Give In to Me                   | X | X           | 2           | 2           | 7           | 6           | 47          | 7           | N/D         | 13          | 4           | 10          | 12          | 15          | 4           | 1           | Dangerous                   |
| 1993  | Whatzupwitu (avec Eddie Murphy) | - | X           | X           | X           | 36          | X           | X           | X           | N/D         | -           | 50          | X           | X           | X           | 88          | -           | Love's Alright              |
| 1993  | Will You Be There               | 7 | 6           | 9           | 6           | 29          | -           | -           | 3           | N/D         | 3           | 3           | 12          | 11          | 22          | 42          | 2           | Dangerous                   |
| 1993  | Gone Too Soon                   | X | X           | 33          | 18          | 32          | -           | -           | 33          | N/D         | 21          | 20          | 45          | -           | -           | 76          | 6           | Dangerous                   |
| 1995  | Scream (avec Janet Jackson)     | 5 | 12          | 3           | 6           | 4           | 1           | 1           | 3           | 3           | 5           | 4           | 8           | 9           | 8           | 2           | 1           | HIStory                     |
| 1995  | You Are Not Alone               | 1 | 11          | 1           | 1           | 1           | 1           | 3           | 1           | 1           | 3           | 6           | 4           | 2           | 2           | 7           | 1           | HIStory                     |
| 1995  | Earth Song                      | X | X           | 1           | 2           | 2           | 1           | 6           | 1           | 2           | 4           | 3           | 1           | 2           | 4           | 15          | 4           | HIStory                     |
| 1996  | Why (avec 3T)                   | - | X           | 2           | 14          | 9           | -           | -           | 11          | 10          | 19          | 13          | 29          | 21          | 14          | 46          | 9           | Brotherhood                 |
| 1996  | They Don't Care About Us        | 30 | -           | 4           | 7           | 4           | 2           | 1           | 3           | 3           | 9           | 4           | 1           | 2           | 3           | 16          | 9           | HIStory                     |
| 1996  | Stranger in Moscow              | 91 | -           | 4           | 13          | 18          | 1           | 1           | 5           | 21          | 26          | 6           | 21          | 7           | 21          | 14          | 6           | HIStory                     |
| 1997  | Blood on the Dance Floor        | 42 | 4           | 1           | 5           | 10          | 1           | 2           | 5           | 11          | 11          | 7           | 5           | 9           | 2           | 5           | 1           | Blood on the Dance Floor    |
| 1997  | HIStory/Ghosts                  | X | X           | 5           | 16          | 26          | 4           | -           | 16          | 10          | 17          | 14          | 14          | 36          | 12          | 43          | 29          | Blood on the Dance Floor    |
|       |                                 | Le sigle « N/D » signifie que les classements ne sont pas disponibles. Le sigle « X » signifie que le titre n'est pas sorti en single dans ce pays. |             |             |             |             |             |             |             |             |             |             |             |             |             |             |             |                             |

### Années 2000
| Année | Single                                       | Classements                                                                  | Classements | Classements | Classements | Classements | Classements | Classements | Classements | Classements | Classements | Classements | Classements | Classements | Classements | Classements | Classements | Album       |
| Année | Single                                       | É-U                                                                          | CAN         | R-U         | IRL         | FRA         | ESP         | ITA         | SUI         | BE/W        | BE/F        | P-B         | ALL         | AUT         | SUE         | AUS         | N-Z         | Album       |
| ----- | -------------------------------------------- | ---------------------------------------------------------------------------- | ----------- | ----------- | ----------- | ----------- | ----------- | ----------- | ----------- | ----------- | ----------- | ----------- | ----------- | ----------- | ----------- | ----------- | ----------- | ----------- |
| 2001  | You Rock My World                            | 10                                                                           | 2           | 2           | 4           | 1           | 1           | 3           | 5           | 2           | 4           | 2           | 6           | 9           | 5           | 4           | 13          | Invincible  |
| 2001  | Butterflies                                  | 14                                                                           | X           | X           | X           | X           | X           | X           | X           | X           | X           | X           | X           | X           | X           | X           | X           | Invincible  |
| 2001  | Cry                                          | X                                                                            | X           | 25          | -           | 30          | 6           | 21          | 42          | 31          | -           | 39          | 76          | 65          | 48          | 43          | -           | Invincible  |
| 2003  | One More Chance                              | 83                                                                           | -           | 5           | 21          | 44          | 7           | 7           | 24          | 37          | 30          | 28          | 29          | 58          | -           | -           | -           | Number Ones |
| 2008  | The Girl Is Mine 2008 (avec will.i.am)       | -                                                                            | -           | 32          | -           | 22          | -           | -           | 47          | -           | -           | 12          | 21          | 51          | 41          | -           | -           | Thriller 25 |
| 2008  | Wanna Be Startin' Somethin' 2008 (avec Akon) | 81                                                                           | 32          | 69          | -           | 10          | -           | 20          | -           | -           | -           | -           | 63          | -           | 3           | 8           | 4           | Thriller 25 |
| 2009  | This Is It                                   | -                                                                            | 56          | -           | -           | -           | 18          | -           | -           | -           | -           | -           | -           | -           | -           | -           | -           | This Is It  |
|       |                                              | Le sigle « X » signifie que le titre n'est pas sorti en single dans ce pays. |             |             |             |             |             |             |             |             |             |             |             |             |             |             |             |             |

### Années 2010
| Année | Single                                           | Classements | Classements | Classements | Classements | Classements | Classements | Classements | Classements | Classements | Classements | Classements | Classements | Classements | Classements | Classements | Classements | Album             |
| Année | Single                                           | É-U         | CAN         | R-U         | IRL         | FRA         | ESP         | ITA         | SUI         | BE/W        | BE/F        | P-B         | ALL         | AUT         | SUE         | AUS         | N-Z         | Album             |
| ----- | ------------------------------------------------ | ----------- | ----------- | ----------- | ----------- | ----------- | ----------- | ----------- | ----------- | ----------- | ----------- | ----------- | ----------- | ----------- | ----------- | ----------- | ----------- | ----------------- |
| 2010  | Mind Is the Magic                                | -           | -           | -           | -           | 80          | -           | -           | -           | -           | -           | -           | -           | -           | -           | -           | -           | Mind Is the Magic |
| 2010  | Hold My Hand (avec Akon)                         | 39          | 16          | 10          | 21          | 27          | 7           | 4           | 9           | 8           | 10          | 27          | 7           | 9           | 8           | 37          | 6           | Michael           |
| 2011  | Hollywood Tonight                                | -           | -           | -           | -           | -           | -           | -           | -           | -           | -           | -           | 55          | -           | -           | -           | -           | Michael           |
| 2011  | Behind the Mask                                  | -           | -           | -           | -           | -           | -           | -           | -           | -           | -           | -           | -           | -           | -           | -           | -           | Michael           |
| 2011  | (I Like) The Way You Love Me                     | -           | -           | -           | -           | -           | -           | -           | -           | -           | -           | -           | -           | -           | -           | -           | -           | Michael           |
| 2011  | All in Your Name (avec Barry Gibb)               | -           | -           | -           | -           | -           | -           | -           | -           | -           | -           | -           | -           | -           | -           | -           | -           |                   |
| 2014  | Love Never Felt So Good (avec Justin Timberlake) | 9           | 20          | 8           | 17          | 2           | 6           | 4           | 15          | 6           | 4           | 2           | 18          | 20          | 57          | 28          | 12          | Xscape            |
| 2014  | A Place with No Name                             | -           | -           | -           | -           | 93          | -           | -           | -           | -           | -           | 24          | -           | -           | -           | -           | -           | Xscape            |
| 2018  | Don't Matter to Me (avec Drake)                  | 9           | 4           | 2           | 3           | 24          | 33          | 23          | 5           | 37          | 33          | 7           | 16          | 18          | 1           | 3           | 6           | Scorpion          |

### Années 2020
| Année | Single                                    | Classements | Classements | Classements | Classements | Classements | Classements | Classements | Classements | Classements | Classements | Classements | Classements | Classements | Classements | Classements | Classements | Album |
| Année | Single                                    | É-U         | CAN         | R-U         | IRL         | FRA         | ESP         | ITA         | SUI         | BE/W        | BE/F        | P-B         | ALL         | AUT         | SUE         | AUS         | N-Z         | Album |
| ----- | ----------------------------------------- | ----------- | ----------- | ----------- | ----------- | ----------- | ----------- | ----------- | ----------- | ----------- | ----------- | ----------- | ----------- | ----------- | ----------- | ----------- | ----------- | ----- |
| 2023  | Say Say Say (avec Kygo et Paul McCartney) | -           | -           | -           | -           | 78          | -           | -           | -           | 33          | -           | -           | -           | -           | 41          | -           | -           |       |